# Mario Petreković
Mario Petreković (Bjelovar, 8. srpnja 1972.) je hrvatski radijski i TV voditelj, komičar i glumac.
Rodio se u Bjelovaru. Završio je srednju školu za autoelektričara. Jedno vrijeme živio je u Švedskoj i Engleskoj. Bavio se mnogobrojnim aktivnostima poput body buildinga, prodaje poker aparata, čuvanja djece, treniranja taekwondoa. Nakon jednog treninga, ozlijedio je koljeno. Operirao ga je pet puta. Počeo je raditi na Bjelovarsko-bilogorskom radiju od 1994. godine, u zabavnoj emisiji Shock show. Kasnije se ta emisija prikazivala na lokalnoj televiziji NeT, a nastala je i istoimena kazališna predstava. Vodio je i glazbene emisije na Bjelovarsko-bilogorskom radiju pod nazivom "Šundlerova lista". Sudjelovao je u RTL-ovoj emisiji Prijatelji na kvadrat, 2005. godine. Dvije godine kasnije, postao je voditelj u zabavnoj emisiji HTV-a Shpitza te u emisiji Ljeto nam se vratilo. Godine 2016. glumio je u filmu ZG80.

## Filmografija

### Televizijske uloge
- "Supertalent" kao član žirija (2016.)
- "Tvoje lice zvuči poznato" kao dramski trener i privremeni član žirija (2015.-danas)
- "Tvoje lice zvuči poznato" kao Mario Petreković (2014.)

### Filmske uloge
- "ZG80" kao Zlatkec (2016.)

### Sinkronizacija
- "Monstermania" kao najavljivač Stokera (2021.)
- "Space Jam: Nova legenda" kao AL G. Ritam (2021.)
- "Aladdin" kao Duh (2019.)
- "Asterix: Tajna čarobnog napitka" kao Asterix (2018.)
- "Ratchet i Clank" kao instruktor i najavljivač Ranger vježbanja (2016.)
- "Asterix: Grad bogova" kao Asterix (2015.)
- "Kako je Gru ukrao mjesec" kao Malci Dado, Jerko, Stipe, Tom, Marko i Ivo (2010.)